# شته لورو
شهر شته لورو (به فرانسوی: Châtellerault) در شهرستان وین در ناحیه پواتو-شارنت با جمعیت ۳۴٬۴۰۲ نفر در کشور فرانسه واقع شده‌است